# 結城無二三
結城 無二三（ゆうき むにぞう・弘化2年4月17日（1845年5月22日） - 明治45年（1912年）5月17日）は、明治時代のキリスト教メソジスト派伝道師。死後に息子結城禮一郎によって出版された書籍により、幕末期には京都見廻組及び新選組に所属していたとされるが、研究者からは疑問が持たれている。幼名は米太郎（よねたろう）、のち有無之助（うむのすけ）、さらに無二三（むにぞう）。名は影祐（かげすけ）といったが、知人からは「けいゆう」と呼ばれたという。

## 生涯
甲斐国の医師・古屋景仲の長男として生まれる。幼名の「有無之助」は「俺ほどの豪傑が世の中に有るか無いか」という意味で、「無二三」とは「俺ほどの豪傑は天下に二人も三人も居ない」という意味で名乗ったという。自信に満ちた人物であったことが窺える。なお、「むにぞう」が発音だけでは判りにくいためか、「麦造（むぎぞう）」と間違われることもあったという。結城という名字については、息子の禮一郎の著書では結城朝光の後裔であるためとしている。

### 「新選組隊士」としての結城
「新選組隊士」としての結城無二三についての事績は、「国民新聞」記者であり、のちに「帝国新聞」創刊にも携わっていた息子・結城禮一郎によって紹介されたものである。禮一郎は『旧幕新撰組の結城無二三 : お前達のおぢい様』（1924年、玄文社）を著したが、同時代資料において、結城有無之助が新選組に在籍していたことを客観的に証明する資料は現在にいたるまで見つかっていない。なお、本書は広く読まれ、様々に引用されたが、現代（1968年）の読者には読みづらく冗長な部分もあるため、1968年に結城雄次郎（禮一郎の次男、東宝劇場支配人、TBSの放送作家、笠置シヅ子「セコハン娘」のヒットで知られる作詞家）が今井幸彦（今井信郎の孫、共同通信論説委員）の跋を得て『差出の磯 : 実録 新撰組生き残り結城無二三伝』として現代風に読みやすく書き改めたものが出版されている。
- 慶応3年6月10日に新選組が幕府直参となった際の名簿や、同年12月12日付『同志連名記』（永倉新八）、慶応4年1月20日に土方が作成した人員名簿、果ては箱館戦争後に中島登によって描かれた『戦友絵姿』などにも、結城有無之助の在籍を確認出来ない[3]。近藤の馬周り役や後に桑名藩などからにわかに合流した者たちでさえ隊士（同志）として扱っている資料もあるにもかかわらず、他に見つからないということは、在籍していなかったのではないか、と推測される理由の一つである。

また、以下のように他の同時代資料や隊士たちの遺稿とズレを生じる部分も多い。
- 結城有無之助はかなり早期（見廻組時代）から新選組と親交を持っており、近藤や土方、長倉（永倉）や山南の剣は「利いていた（優れた剣の遣い手だった）」と語っている一方で、他書では相当な遣い手と見られていた沖田については一切触れていない。
- 土佐の後藤象二郎と交流のあった新選組では大政奉還について予め知っていたにもかかわらず、あたかも新選組にとって寝耳に水の出来事であったかのような記述が見られる。
- 新選組が幕臣として取り立てられたのは慶応4年2月15日の甲陽鎮撫隊組織時であると語っているが、実際の取立ては慶応3年6月10日のことである。

これらの点から、結城有無之助が新選組に在籍していたことは疑問視されている。京都時代での新選組のことについては、明治以降に親交を持っていた隊士南一郎からの伝聞によるのではないかとされている。
結城が正式な隊士であったと確認はできないが、甲陽鎮撫隊には道案内兼大砲指図役として従軍したとされる。勝沼の戦いの際には隊士募集のために出掛けており、敗戦の報を聞いて駿河の沼津に落ちのびている。新選組隊士だった南一郎や竹内元太郎とはこの時期に交流を持っている。

#### 坂本龍馬暗殺事件
『旧幕新撰組の結城無二三 : お前達のおぢい様』では「坂本龍馬暗殺事件」について、その殺害容疑者と噂された新選組の「元隊士」として言及している。その主張の要点は、以下の二つに絞られる。
- 坂本暗殺事件は慶応3年11月15日に起きたが、この日、新選組の主だった人々は伊東甲子太郎一派を粛清するために話し合いをしていた。幹部が動いていないのに隊士が動くわけは無く、新選組は坂本殺害とは無関係とする主張。

- 当時、見廻組に加入したばかりだった今井信郎が、実力を示す為に斬ったとする主張。見廻組元隊士の無二三は新選組加入してからも見廻組と親交があり、今井からその話を何度か聞いたという。

また禮一郎自身も無二三を訪ねてきた今井と会ったことがあり、強いて聞き出した坂本殺害の顛末を「甲斐新聞」へ載せた。この際、礼一郎は「事実を多少修飾」した上で、「芝居がかりで大向うをやんやと言わせるつもり」で書いたとしている。当時の同新聞編集長が退職後、京都へ戻った折に同地の「近畿評論」なる雑誌へそのまま転載した。これが中岡慎太郎から直接現場の様子を聞いた谷干城の目に止まり、今井が売名の徒であると激怒した。これについて禮一郎は、今井が自ら名乗り出たわけではないので売名の徒ではないと弁明し、今井に対して「心からおわびしたい」と書いている。

## 維新後の活動
明治2年11月28日には勝海舟の元を訪れ、10両の無心をしている。明治8年（1875年）、甲府城址で開催された甲府博覧会の主催と企画を行った。
結城は元々、中国語から訳した聖書を読み物として持っていたが、明治11年（1878年）暮れに夫婦とも高熱により乳飲み児の世話すら出来ない危機を祈りによって脱した経験からキリスト教に関心を持ち、同年7月に甲州桜町に講義所を開いていたカナダの宣教師C・S・イビー（Charles S. Eby）のもとを翌年訪れ、その教えに感銘を受け授洗。明治に入ってからキリスト教が解禁されたとは言え、まだ市井には「耶蘇」と蔑まれ、「子どもの生き胆を喰う」「良からぬ魔法を使う」などと言われていた時代であったが、精力的に伝道を行い、特に静岡県や山梨県方面でのキリスト教布教に功績があったことは確かな模様である。子息の書によれば「東海道のムーデー（D. L. Moody、アメリカの有名な伝道士）」と呼ばれ、京都・大阪にまでその名が届いたという。 彼は日本最初の「福音士」であった。これは「一つの教会に留まらずに自由に伝道を行える者」として正規の牧師職の代わりに与えられた立場であった。しかしながら後に伝道初心者に対して与えられる立場ということになってしまい、無二三の教会からの収入も減少していくことになる。自身によると、これは対立する派閥によって妨害を受けたということらしい。
ちなみに説法や賛美歌はあまり上手くなかったらしい。もっぱらその熱意と人柄とによって信者が集まってきたものと考えられる。

## 人物
- 禮一郎の書物ではうかがい知ることの出来る結城無二三は、とにかく自信に満ち、強い野心を持っていたようである。「一国一城の主になる」という表現が多用されており、とにかく少しでも出世をしようとしていたことが解かる。これは藤原秀郷の末裔であり、足利尊氏や武田信玄にも仕えた名家の出であるということに対する自負に起因するものであった。その一方で親友・南一郎の死に際して立派な墓碑を建立したり、キリスト教の敬虔な信者となったり、子に対しても慈しみ深いなど、優しさも持った人物であり、さらに初期キリスト教時代の迫害を受けつつも伝道を行い、またその死に際しては医師が驚くほど胃癌が進行するまで顔色一つ変えないなど、精神的な強さも持っていたと思われる。

- また、政治的な理由からか態度を何度も豹変させた徳川慶喜や、勤王を唱えながらも禁裏に砲火を浴びせた薩長、ならびに元は攘夷を叫びながら明治になれば開国・開明を唱える人々に対して、深い不満を抱いていたようである。

- 講武所の剣術師範代を務めた今井信郎は「実際、結城さんは不思議の人だった。竹刀を持たせて立ち会ってみるとカラ駄目だが、いざ真剣となると私たちよりもずっと勝れた腕前を見せる。それで私も一時は剣術なんて馬鹿馬鹿しいものだ、苦労してやるものではないと思ったくらいだ[6]」と、その腕前の程を評している。

## 禮一郎の書物による経歴
- 弘化2年（1845年）4月17日（旧暦）、甲州山梨郡（後の山梨県東山梨郡日川村、現・山梨市）生まれ。先祖は下総より興きた田原藤太の末裔・結城朝光で、源頼朝・足利家臣を経て甲斐武田氏家臣の家柄だったという。幕末頃には代々医者の家系で、父は近在でも高名な名医であった。
- 万延元年（1860年）春、ペルリ来航以来の騒乱を見て、名家の身を立てるべく16歳で父親に懇願、医術修行の名目で江戸へと発つ。
- 文久元年（1861年）、幕府御典医（姓名不詳）の書生として修行の傍ら、近隣の道場で剣術を習い始める。激化する尊皇攘夷の動きに野心を抑えきれず御典医のもとを脱走、儒者・大橋訥庵の門を叩く。ここで志士たちと国事を論じ、さらに講武所で洋式砲術を学ぶ。この折、長谷川なる御家人に形式的な養子入りをする（講武所には幕臣でなければ入れないため）。
- 文久2年（1862年）1月15日、坂下門外の変に関係した大橋が捕縛され、無関係であった有無之助自身も門弟として嫌疑をかけられたため知己のもとへ身を隠す。間も無く甲州より父危篤の報を受け帰国するも、父死去。医業を継ぐ様説得する周囲の言を退け、再び江戸へ出る。7月一橋慶喜が将軍後見職となり大橋が赦免となるも、大橋は暗殺される。有無之助は、生麦事件など攘夷派の動きに触発され自らも攘夷を行うべく同志を募り始めるが幕府の知るところとなり、捕り手を逃れるため江戸を脱して京都へと移る。
- 文久3年（1863年）または元治元年（1864年）、有無之助は京都へ行くが、攘夷とは名ばかりの暴徒が多いことに絶望、それらを懲らす志を立て江戸からの知人であった村田作郎を頼り、彼が肝煎を務める京都見廻組の寄宿人（幕臣ではない隊士）となる。結成間もない新選組の近藤勇などとも昵懇（じっこん）であったという。
- 元治元年（1864年）12月4日、西進する水戸天狗党迎撃のため見廻組・別手組などが出陣、この折、村田作郎と共に大津で宿割を行う。また、青山助十郎と共に偵察を敢行、武田耕雲斎の所在を突き止め、誤解から彦根で足止めされつつ、越前にて天狗党の最期を見届けて帰隊。
- 慶応元年（1865年）2月1日、武田耕雲斎らの糾問に見廻組代表として列席。第二次長州征伐では砲術の腕を買われて大砲（おおづつ）組に編入され参戦。なお、このころ、山岡鉄舟と知り合う。
- 慶応2年（1866年）12月、孝明天皇崩御。結城有無之助はこの頃すでに新選組に入隊していた（但し証明する記録は無い）。
- 慶応3年（1867年）10月14日、大政奉還。有無之助はこの前後、近藤の密命で中山忠能家を探索していたが同行した藤堂平助が薩摩と通じていたため倒幕の密勅を差し押さえることに失敗。この一件により伊東一派の陰謀が明るみに出、11月18日、有無之助を含む新選組は伊東を呼び出し暗殺する。またその後、現場に駆けつけた伊東一派と激しい斬り合いを行った（油小路事件）。この3日前には坂本龍馬が暗殺されているが、新選組はこの日の伊東派粛清の謀議のために坂本暗殺には関わる余裕が無かった、と証言している。12月9日クーデターにより京都守護職・京都所司代廃止、会津・桑名両藩は禁裏を出る。12月13日、将軍慶喜は枚方へ退く一方で新選組は若年寄永井玄蕃頭に伴われ二条城へ行くが、大場一進斎率いる水戸本圀寺組とにらみ合いとなる。12月16日、永井に従って大阪へ向かう途中、伏見奉行所へ駐屯。12月18日夕刻、高台寺党残党に近藤が狙撃される（その後、大阪で療養）。12月25日幕府と諸藩の兵が薩摩藩邸焼き討ち、12月28日慶喜が挙兵を決意。
- 慶応4年（1868年）1月2日、新選組も竹中丹後守に属して大阪を出撃、伏見に布陣。有無之助は大砲1門の指揮を執る。1月3日鳥羽・伏見の戦い勃発。1月4日、強風と指揮不達により敗戦、大砲放棄の上、淀へ退却、新選組は30〜40人の戦死者。1月5日、幕府軍は淀城へ入ろうとするが断られる。1月6日、幕軍は橋本（八幡市）まで後退するも、藤堂藩の叛意によって敗走、徳川慶喜は密かに開陽丸で江戸へ向け逃亡。1月12日、新選組は軍艦「富士山丸」で江戸へ向け撤退、14日品川着。2月15日甲陽鎮撫隊結成、有無之助は地理饗導兼大砲指図役及び甲陽鎮撫隊軍監を拝命。またこの日、近藤は若年寄格、土方は寄合席、隊員は全て小十人格となる（幕臣取立てを言っているが、実際は前年の6月10日である）。2月28日、江戸出立。途中、府中・八王子で近藤・土方らの郷里で歓待を受け、3月2日、甲州与瀬（相模原市緑区）に到着。3月3日、雪のため大月・猿橋（大月市）にて足止め。3月4日、笹子峠を越え駒飼（甲州市）まで来たところで土・因軍が甲府入りしたとの報に接し、有無之助は柏尾（甲州市）へ先行し大砲設置。3月5日、勝沼にて関門設置、故郷へ戻る。3月6日、故郷近在の村にて農兵を多数募集するも、牛奥村（現・甲州市）にて幕軍の敗報を聞き、帰隊を志すも果たせず、御代咲村（現・笛吹市）にある母方の実家へ隠れる。3月8日頃、百姓姿に扮して土・因軍の囲みを突破、大宮（さいたま市）まで脱出、地元博徒のもとに落ち着く。江戸城明渡し、慶喜蟄居、近藤勇処刑などの悲報を聞き、自決を図るが、思いとどまる。4月、田安亀之助が徳川宗家を継いだ際、臣下一同「助」の字を遠慮することとなり、名を「無二三」と改めた。5月、徳川家は駿河に移封、このころ江戸にて降伏のうえ沼津謹慎を命ぜられた新選組隊士南一郎と再会、無二三も自主降伏のうえ謹慎を命じられ、沼津へと移る。
- 明治元年（1868年）、沼津兵学校開校、無二三はその付属小学校へ入学。
- 明治2年（1869年）前年暮れより沼津勤番組・阿部邦之助の命により早川・福井（名不詳）なる元新選組隊士を討つべく、同じく元隊士の南一郎・石川武雄の2人と共に江戸に潜伏するも資金が尽きたため、正月に勝海舟に無心に及ぶが早川・福井の処分について叱責され、両名と話し合いの上で平和裡に問題を決着させる。11月12日、南一郎・石川武雄と共に日野の佐藤彦五郎を訪れ、近藤・土方の名跡取立てを相談。
- 明治3年（1870年）、駿河へ来ていた勝海舟を訪ねる。
- 明治4年（1871年）1月8日、元新選組隊士である親友・南一郎、沼津郊外で何者かにより殺害。後に無二三らにより墓碑が建立。
- 明治5年（1872年）春、山岡・勝らの斡旋で、大島にて牧畜を行う話が持ち上がる。その準備をしていた8月8日、甲州で税法統一の際に紛争が起き、農民騒動へと発展する（大小切騒動）。無二三はこの一揆に加わるべく甲州へ向かうが、到着時には既に決着していたため、実家へ落ち着き、帰農。
- 明治6年（1873年）頃、魚屋を始めるが経営が思わしくなく廃業。
- 明治8年（1875年）11月、甲府城址で博覧会を企画、開催。その後、親しくしていた元甲府勤番・前田長左衛門の娘マヅを娶り、甲府桜町へ新居を構える。夫婦で酪農を始め、牛乳の生産・販売を行うも、軌道に乗り始めた頃に県が同様の事業に乗り出したため圧迫され廃業、実家へと戻る。明治政府下の世からは姿を隠す決意をし、さらに山奥の大積寺（たいしゃくじ）の廃寺へ妻と牛2頭・猫1匹を連れて移る。この折、幾つかの書籍に混ぜて聖書を持ち込んでおり、それが後に信仰を志すきっかけとなった。
- 明治9年 - 明治10年（1876年 - 1877年）、大積寺の山中を作男と共に開墾しつつ生活。この頃、大積寺を含む山が御料地に編入されるが、無二三に無償借地が認められる。
- 明治11年（1878年）、大積寺の自宅にて長男禮一郎誕生。年末、夫婦揃って病床に伏し、泣く赤子の姿を見て聖書を思い出し耶和華（エホバ）に祈ると、不思議なことに快復に向かい、これがキリスト教への目覚めとなった。
- 明治12年（1879年）、耶和華への信仰に目覚め聖書を学習していた折、キリスト教宣教師が信州に来たことを知り下山、カナダメソジスト教会の宣教師「イビイ」（一般には「(CS) イビー」と表記される）と面会の上、信仰を説かれ、4月6日、妻と赤子（禮一郎）の3人でイビイ宣教師のもとを訪れ、洗礼を受ける。その後、同宣教師に講義を受けつつ伝道を始めた。
- 明治13年（1880年）春、本格的に神学を学ぶべく妻子を甲府に残し単身上京、麻布の「東洋英和学校」へ入学、勉強の傍ら牛込教会にて伝道を行う。
- 明治15年 - 明治16年（1882年 - 1883年）頃、当時呉服町6丁目（静岡市）にあった静岡教会（現日本基督教団静岡教会）へ派遣され、伝道を行う。この頃、舅・前田長左衛門永眠。姑を引き取る。
- 明治17年（1884年）7月25日　カナダメソジスト教会浜松教会（現・日本キリスト教団浜松教会）初代教職に就任[7]。この当時、耶蘇退治の風潮が殊に浜松では強いなか伝道を成功させ、見附、掛川、袋井などに教会を開く。
- 明治18年（1885年）、日本初の「福音士」として甲府へ戻る。この頃までに娘が2人産まれていた。
- 明治19年（1886年）、この年、次男誕生。
- 明治20年（1887年）、この頃の教会には規律や派閥対立が生まれ、また信を置いていたイビイ宣教師もカナダへ帰国していたために中央を離れ、七里村（現・甲州市）に講義所を立て「田舎伝道」を始めた。後に日下部村、八幡村へと伝道地を移動する。この頃、後に日本メソジスト教会日下部教会（現・日本キリスト教団日下部教会）の主要メンバーとなる飯島信明・中沢徳兵衛らを信者とする。
- 明治23年（1890年）頃、北巨摩郡韮崎に移り、講義所を開く。この頃、貧窮（主に「伝道士」が入信者に与えられる役割となり収益が減ったのと、家族が増加して支出が増したのが理由）のため妻子を甲府へ送り出し、独り韮崎に残る。イビイ宣教師再来日、東京本郷へ中央会堂を建てるも、火災により焼失。イビイ宣教師は帰国の上、資金集めに奔走。この年、三女誕生。
- 明治24年（1891年）、イビイ宣教師再来日、再び本郷に中央会堂を建設。キリスト教伝道以外に様々な事業を行う目的の建物であった。
- 明治25年（1892年）、本郷中央会堂完成、イビイ宣教師が無二三を招くが、教会の意向に従い韮崎に残る。また、この頃、息・禮一郎を中学に入学させる。
- 明治26年（1893年）3月、無二三上京、イビイ神父のもとで働き始め、「鶏鳴館」なる寄宿舎を建設。その後、資金難のためイビイ宣教師はカナダへ帰国。三男誕生。
- 明治27年（1894年）、資金不足のため、中央会堂の特別事業停止。無二三は寄宿舎を下宿とし家賃収入によって生計を立てることとなる。
- 明治28年（1895年）、無二三の窮状を見かねた寄宿生たちは負担軽減のために寄宿舎より転宿、無二三も両門町・岩崎邸（現・東京都文京区湯島。但し、岩崎邸完成は翌1896年で、この頃は建設中と思われる）裏にて改めて下宿屋を開く。しかし、ここも長く続かず、下谷黒門町へ菓子屋を開いたが隣家が老舗の菓子屋だったため再び移転、本郷森川町に菓子屋を開業する。ここで水飴に牛乳を入れた工夫菓子によって好調となるが、私食などによって経営負担が増大したため再度移転、本郷湯島新花町に駄菓子屋を開くが、これもうまくはいかなかった。商売に見切りをつけ、再び伝道士として下谷根岸講義所へ配属されるが、飯島信明・中沢徳兵衛らに強請され、甲州へ戻る。
- 明治29年（1896年）、四女誕生。
- 明治32年（1899年）、石和・甲府・日下部を経て、この年、勝沼教会へ赴任。
- 明治34年（1901年）6月頃、伝道をやめ、大積寺山中の家へと戻り、隠居生活を始める。暮れに四女を病気により亡くす。
- 明治40年（1907年）、大積寺を降り上京、息・禮一郎が渋谷建てた家へ移り住み、養鶏を始めたが、事情により転居、目黒に移る。
- 明治42年（1909年）、養鶏を任せていた人物に不備があり廃業。
- 明治44年（1911年）夏、禮一郎が「帝国新聞」を創刊するため大阪へ赴任すると共に大阪へ転居。「帝国新聞」没落により禮一郎が東京へ戻った後、しばらくしてから東京府大久保へ転居。
- 明治45年（1912年）5月17日、大久保にて胃癌により永眠。[8]

現山梨市差出の磯、塔の山霊園に埋葬される。